# San Procopio
San Procopio é uma comuna italiana da região da Calábria, província de Reggio Calabria, com cerca de 614 habitantes. Estende-se por uma área de 10 km², tendo uma densidade populacional de 61 hab/km². Faz fronteira com Cosoleto, Melicuccà, Oppido Mamertina, Sant'Eufemia d'Aspromonte, Seminara, Sinopoli.

## Demografia
| Variação demográfica do município entre 1861 e 2011                               |
|                                                                                   |
| Fonte: Istituto Nazionale di Statistica (ISTAT) - Elaboração gráfica da Wikipedia |